# Organizația Steagului Negru
Organizația Steagului Negru (în arabă التصميل الراية السودة, transliterat: Tandhīm Al Rāyah Al Sawdāh) a fost o organizație de gherilă irakiană care a luptat cu trupele multinaționale în Irak. Se credea că ideologia organizației este islamismul sunnit radical.